# Remind Me to Forget
Remind Me to Forget è un singolo del DJ norvegese Kygo, pubblicato il 16 marzo 2018 come terzo estratto dal secondo album in studio Kids in Love.
Il brano, scritto da David Phelan, Alex Oriet e Phil Plested ha visto la partecipazione alla parte vocale del cantante statunitense Miguel.

## Classifiche
| Classifica (2018) | Posizione massima |
| ----------------- | ----------------- |
| Australia         | 14                |
| Austria           | 4                 |
| Belgio            | 5                 |
| Canada            | 35                |
| Francia           | 20                |
| Germania          | 14                |
| Irlanda           | 29                |
| Italia            | 89                |
| Lussemburgo       | 6                 |
| Norvegia          | 2                 |
| Nuova Zelanda     | 29                |
| Paesi Bassi       | 6                 |
| Regno Unito       | 69                |
| Scozia            | 72                |
| Svezia            | 3                 |
| Svizzera          | 2                 |

## Tracce
Download digitale
1. Remind Me to Forget – 3:37